# Бен Кардан (футбольний клуб)
«Бен Кардан» (фр. Union sportive de Ben Guerdane; араб. الاتحاد الرياضي ببنقردان)  — туніський футбольний клуб з міста Бен Кардан. Домашні матчі проводить на стадіоні «7 березня», який вміщує 10 000 глядачів.